# ВИС
Вижте пояснителната страница за други значения на Вис.
ВИС е престъпна силова групировка, създадена през 1991 г. от братята Васил и Георги Илиеви, бивши състезатели по борба.

## Създаване
ВИС е регистрирана за първи път през 1991 г. от Васил Илиев, който става неин президент.

## Фигури
От уставния капитал 50 000 лв., Илиев внася 49 000 лв., а другите 1000 лв. са дадени от Пламен Тимнев-Ганди. Акционери още са Николай Цветин и братът на Васил – Георги Илиев. Основният персонал са хора от борческите среди, приятели от Унгария и абитуриенти от „Олимпийски надежди“. Фирмата се занимава главно с охраняване на обекти.
Откриват се най-различни клонове на ВИС из страната като централата на групировката се помещава в култовия ресторант „Мираж“.
Знаковите фигури на групировката, освен братята Васил и Георги Илиеви са Николай Цветин, Георги Стефанов, Румен Маринов – Нарциса, Антон Боянов, Чавдар Писарски, Димитър Димитров – Маймуняка, сочен за дясна ръка на Васил. За гравитиращи около групировката се сочат още Константин Димитров – Самоковеца, Злати Златев – Златистия и Методи Методиев (Мето Илиенски). Приближен до ВИС-2 е и Антон Милтенов-Клюна. Първоначално Клюна бил към СИК, но след като от там го пропъдили заради нелоялна търговия с наркотици, бил приютен от ВИС. Известно е, че несебърският престъпен бос Димитър Желязков (Митьо Очите) е започнал престъпната си кариера като гард във ВИС.

## ВИС-1
Васил Илиев прохожда в бизнеса с няколко дискотеки по Южното Черноморие. През 1992 г. регистрира ВИС с капитал от 50 000 лв. Дребни акционери във ВИС-1 са Пенчо Младенов, Антон Боянов, Тихомир Стоянов и Веселин Йотов.
Истинският възход за ВИС става по време на Югоембаргото. Милиарди стари левове печелят борците от нарушаването на ембаргото и транспортирането на гориво за Сърбия. След този период, преименуваната компания вече ВИС-2 („Вярност Инвестиции Сигурност“) се ориентират към туристическия бизнес, зърното, транспорта и други легални отрасли като в същото време рекетът, кражбите на коли и изнудванията не спират. През 1994 г. има повече от 150 фирми свързани с ВИС. Персоналът на групировката надминава 4000 души. ВИС са и монополисти в застрахователния бизнес.

## ВИС-2
През 1994 г. е отнет лицензът на ВИС-1, но по-късно е преименувана на ВИС-2 и продължава своите функции. Заслуга за преименуването има Пантю Пантев (Поли Пантев), който преминава в лагера на СИК и е убит на Аруба през 2001 г.
На 24 април 1994 г. Георги Илиев и Мая Пенелова се женят в софийската ритуална зала „Триадица“, а тържеството е проведено в „Мираж“, където година по-късно е убит братът на Георги – Васил Илиев. Кумове на сватбата са видният висаджия и близък приятел на Илиев Румен Маринов-Нарциса и неговата съпруга Биана Антонова – Биби. Сватбата на Георги и Мая е изключително интересно и важно събитие, тъй като тя събира на едно място всички видни фигури на българския подземен живот по това време. Гости на сватбата са Филип Найденов – Фатик, Младен Михалев – Маджо, Димитър Димитров – Маймуняка, Злати Златев – Златистия, Милчо Бонев (Бай Миле), Боян Петракиев – Барона, Гриша Ганчев, Николай Цветин и много други.
На 25 април 1995 г. на път за ресторант „Мираж“, при покушение е убит лидерът на ВИС Васил Илиев. След смъртта на брат си, Георги Илиев отказва да оглави застрахователната компания ВИС. В едно интервю от 1995 г. казва: „Бяхме борци, вече сме бизнесмени“. Интервюто е взето от криминалния журналист Надя Чолакова 40 дни след смъртта на брат му Васил. В крайна сметка, той се съгласява да оглави групировката.
През 2002 г. при бомбен атентат загива Димитър Димитров-Маймуняка. Същата година е убит Валентин Подмолов (Вальо Подмола), човек на Митьо Очите. 
През 2003 г. умират още Филип Найденов – Фатик, убит от убийци на 19 август на път за хотел „Хилтън“ в София и Румен Маринов – Нарциса, кум и бизнеспартньор на Илиев, убит от убийци пред блока си в кв. „Хладилника“. За убийството на Нарциса полицията подозира намеса на други фигури от „ВАИ Холдинг“ като Мето Илиенски, който изчезва след погребението на Маринов и е обявен за мъртъв през 2008 г., а предполагаемите физически извършители на покушението срещу Маринов са ликвидирани няколко месеца след убийството на Маринов. Същата година на 7 декември в Амстердам е застрелян и Константин Димитров – Самоковеца в компанията на Цеци Красимирова.
Георги Илиев е убит на 25 август 2005 г. от неизвестен снайперист. Полицията обявява Васил Арарски – Райко Кръвта, който е убит месеци след убийството на Илиев, за поръчител на покушението.
След убийството на Главния, през годините от „ВАИ Холдинг“ умират още Иван Тодоров – Доктора, Антон Милтенов – Клюна, Митко Малкия и Десимир Иванов, бивш бодигард на Георги Илиев. През януари 2015 г. в Пловдив е убит Димитър Стоянов – Лудия, сочен за шеф на пловдивския клон на ВИС и близък съдружник на братята Илиеви.
Според вестник „Новинар“ през 2005 г. ВИС-2 има 43 застрахователни дружества в цялата страна. Предмет на дейност на всички дружества са застраховки без животозастраховане.

## ВАИ Холдинг
„ВАИ холдинг“ (Васил Андреев Илиев холдинг) е наследник на застрахователната компания ВИС-2 и на охранителната фирма ВИС-1, ръководени от Васил Илиев. След убийството му бизнесът е поет от неговия брат – Георги Илиев Според специален доклад на МВР от октомври 1995 г. „ВИС-2“ е притежавала тогава имущество за 5 млрд. лв., голяма част от които придобито чрез сделки с неизяснена законност.
След падането на правителството на Жан Виденов „ВИС—2“, една от групировките най-явно асоциирани с криминализирането на българската икономика, бързо се трансформира във „ВАИ Холдинг“ като нейното ръководство започва да търси начини за узаконяване на натрупаните капитали. Холдингът има участие в професионалния бокс, ресторантьорство, сладкарници, хотели, хранителна промишленост, магазини. Според производители и контролни органи „ВАИ Холдинг“ има трайно място на стоковите тържища и по пазарите.
Холдингът има сериозен дял в производство и продажбата на спиртни напитки, както и на търговията с цигари. Те имат дял в търговия с произведения на изкуството и с колекционерство. Притежават собствени магазини в чужбина. Участват активно и в предлагането на таксиметрови услуги и предимно в централизирането им. Трайно е тяхното място и в търговията с цветни метали. Групировките участват и в приватизацията, като купуват предимно хотели, предприятия от текстилната и хранителната промишленост.
Шефът на ВАИ – Георги Илиев е бил президент на бившия „Левски“ – Кюстендил (сега „Велбъжд“), близо две години е основен спонсор на „Локомотив“-Пловдив, бил е спонсор и на „Черно море“ – Варна. Застрелян е от снайперист на 25 август 2005 в собственото му заведение „Буда Бар“ в курорта Слънчев бряг. След смъртта му активите на фирмата са придобити от Венцислав Райков, бизнесмен от град Плевен.